# Magno Bacelar
Carlos Magno Duque Bacelar, também conhecido como Magno Bacelar (Coelho Neto, 25 de fevereiro de 1938 - São Luís, 14 de setembro de 2021) foi um advogado, radialista, jornalista e político brasileiro, filiado ao Partido Verde (PV).

## Biografia
Filho de Raimundo de Melo Bacelar e Maria Machado Bacelar. Em 1962 concluiu o Bacharelado em Ciências Jurídicas e Sociais pela Universidade Federal do Maranhão, alternando-se entre a advocacia e o jornalismo. Junto com seu irmão Raimundo Bacelar, fundou  em 1963 o Sistema Difusora de Comunicação e foi diretor do Jornal do Dia, ambos em São Luís. Fundou também a Federação das Escolas Superiores do Maranhão.
Eleito deputado estadual pelo PSD em 1962, foi chefe de gabinete da prefeitura de São Luís e no governo Pedro Neiva de Santana foi subchefe e depois chefe da Casa Civil e Secretário da Educação, além de atuar como conselheiro de diferentes órgãos governamentais. Presidente do diretório municipal da ARENA em seu município e membro da executiva estadual, foi eleito deputado federal em 1974 e 1978, licenciou-se do mandato para ocupar o cargo de Secretário de Justiça no governo João Castelo, afastando-se para disputar o pleito de 1982 pelo PDS, sendo vitorioso.
Contrário às Diretas Já e eleitor de Paulo Maluf em 1985, migrou para o PFL e foi eleito suplente de senador em 1986. Por ocasião das eleições de 1988 ingressou no PDT e foi eleito vice-prefeito de São Luís na chapa de Jackson Lago. Com a vitória de Edison Lobão na disputa pelo governo do estado em 1990, Magno Bacelar foi efetivado senador e em 1994 foi eleito para o seu quarto mandato de deputado federal.
Em 2004 foi eleito prefeito de Coelho Neto pelo PV, não conseguindo ser reeleito em 2008. 
Morreu na madrugada do dia 14 de setembro de 2021, vítima de complicações de um AVC.